# Fugacita
Fugacita je všeobecná termodynamická veličina vyjadřující změnu chemického potenciálu (parciální volné entalpie) při termodynamických pochodech. Byla definována Gilbertem Newtonem Lewisem všeobecně pro všechna skupenství. Na základě fugacity byla následně definována i termodynamická veličina aktivita.